# Мадс Глеснер
Мадс Глеснер (дан. Mads Glæsner, 18 жовтня 1988) — данський плавець.
Учасник Олімпійських Ігор 2008, 2012, 2016 років.